# 台州商报
《台州商报》是中华人民共和国浙江省台州市的一份都市类早报，隶属于台州日报报业传媒集团（台州日报社）。2001年1月1日试刊，同年5月18日正式创刊，其前身为原中共台州市路桥区委机关报《路桥商报》，发行量曾接近十万份。
2017年12月28日，《台州商报》宣布自2018年1月1日起休刊，有关业务并入《台州日报》、《台州晚报》，同时台州商报微信公众号、新浪微博将继续运行。